# Michael Calfan
Pour les articles homonymes, voir Calfan.
 (mars 2024).
Michael Calfan, né le 12 novembre 1990 à Paris, est un DJ et producteur français.

## Biographie

Inspiré par les Daft Punk et Modjo, il est repéré en 2008 par Bob Sinclar, qui le présente comme un futur talent dans sa catégorie. Il publie à ses débuts ses morceaux sur son label, Bob Sinclar Digital.
Il produit d'abord des pistes à caractère progressif et electro, et se tourne peu à peu vers la house music. Il se produit sur des labels de renommée internationale : Protocol Recordings, Axtone ou encore Spinnin' Records qui accueillent ses productions à de nombreuses reprises.
Prelude, Resurrection ou encore Treasured Soul sont ses principaux succès[réf. souhaitée].
Treasured Soul se classe 2e du top 100 établi par Beatport. Une version remixée du single par Kryder et Tom Staar sort peu de temps après[source secondaire souhaitée].
Son single Mercy sort le 29 juin 2015 et se place 14e du top Beatport. Son single Breaking the doors sort le 13 novembre 2015 et reste no 1 du top Beatport pendant plus de trois semaines.
Il sort également plusieurs remix[source secondaire souhaitée] comme Ocean Drive de Duke Dumont, Koala de Oliver Heldens ou encore Powerful de Major Lazer.
Son morceau intitulé Nobody Does It Better se classe 1er du top house Beatport[source secondaire souhaitée].
Michael Calfan est nommé aux NRJ DJ Awards qui se déroulent le 4 novembre 2015, dans la catégorie Meilleur DJ français aux côtés notamment de DJ Snake, David Guetta et Martin Solveig. Entretemps, il participe en juin 2015 au Summer Festival d'Anvers.
Son single No Lie avec Martin Solveig sort en avril 2020. Supporté par la scène house-electro, ce single cumule plusieurs millions de streams en quelques semaines.
Le 31 juillet 2020, il sort le single Last Call (version remasterisée), follow-up de son titre Resurrection. La version 2013 de Last Call ressort par ailleurs deux semaines plus tard[source insuffisante].

## Discographie

### Singles
- 2008 : Twisted Bitch
- 2010 : Galactica
- 2010 : Go
- 2010 : She Wants It
- 2010 : Ching Choing (feat. Kaye Styles)
- 2010 : Disco Inferno
- 2010 : The World
- 2010 : The Bomb
- 2011 : Resurrection
- 2012 : Mozaik
- 2013 : Let Your Mind Go (vs. John Dahlback feat. Andy P.)
- 2013 : Lion (Feel The Love) (avec Fedde Le Grand)
- 2013 : Falcon
- 2014 : Breaking The Doors
- 2014 : Feel The Love (avec Fedde Le Grand feat. Max'C)
- 2014 : Prelude
- 2015 : Treasured Soul
- 2015 : Mercy

- 2016 : Nobody Does It Better
- 2016 : Brothers
- 2016 : Thorns (feat. Raphaella)
- 2016 : Over Again
- 2018 : On You
- 2018 : Got You

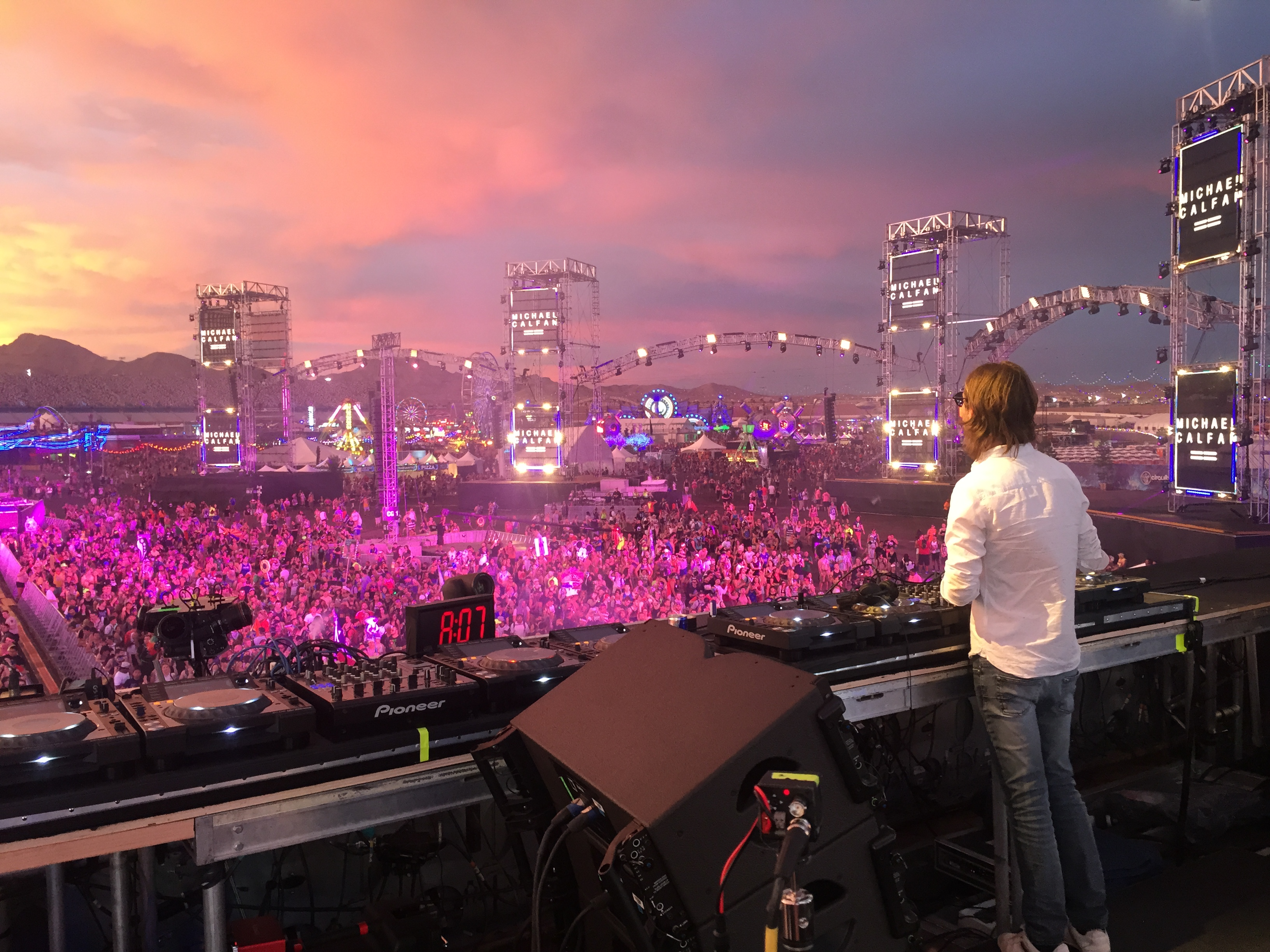
EDC - Las Vegas 2016.

- 2018 : It's Wrong (feat. Danny Dearden)
- 2018 : Sydney's Song
- 2019 : My Place (feat. Ebenezer)
- 2019 : Wild Game (feat. Monique Lawz)
- 2019 : Could Be You (feat. Danny Dearden)
- 2020 : No Lie (avec Martin Solveig)
- 2020 : Last Call
- 2020 : Call Me Now (avec Inna)
- 2021 : Bittersweet
- 2021 : Body
- 2021 : Phase Me (feat. Richard Judge)
- 2021 : Feelings After Dark (avec Harber feat. Nisha)
- 2021 : Imagining (feat. Gabrielle Aplin)
- 2021 : Wild Night (feat. Hannah Boleyn)
- 2021 : Silhouette (feat. Coldabank)
- 2022 : 3, 2, 1 (avec Nadia Ali)
- 2022 : Better (avec Leo Stannard)
- 2022 : Blinded By The Lights (feat. Iman)
- 2022 : Eighteen
- 2022 : Slide (feat. Tye Morgan)
- 2022 : Fall To Pieces (feat. Jex)
- 2022 : Deals With God (feat. Hannah Boleyn)
- 2023 : DN ME
- 2023 : Going Round Again (feat. Ayoni)

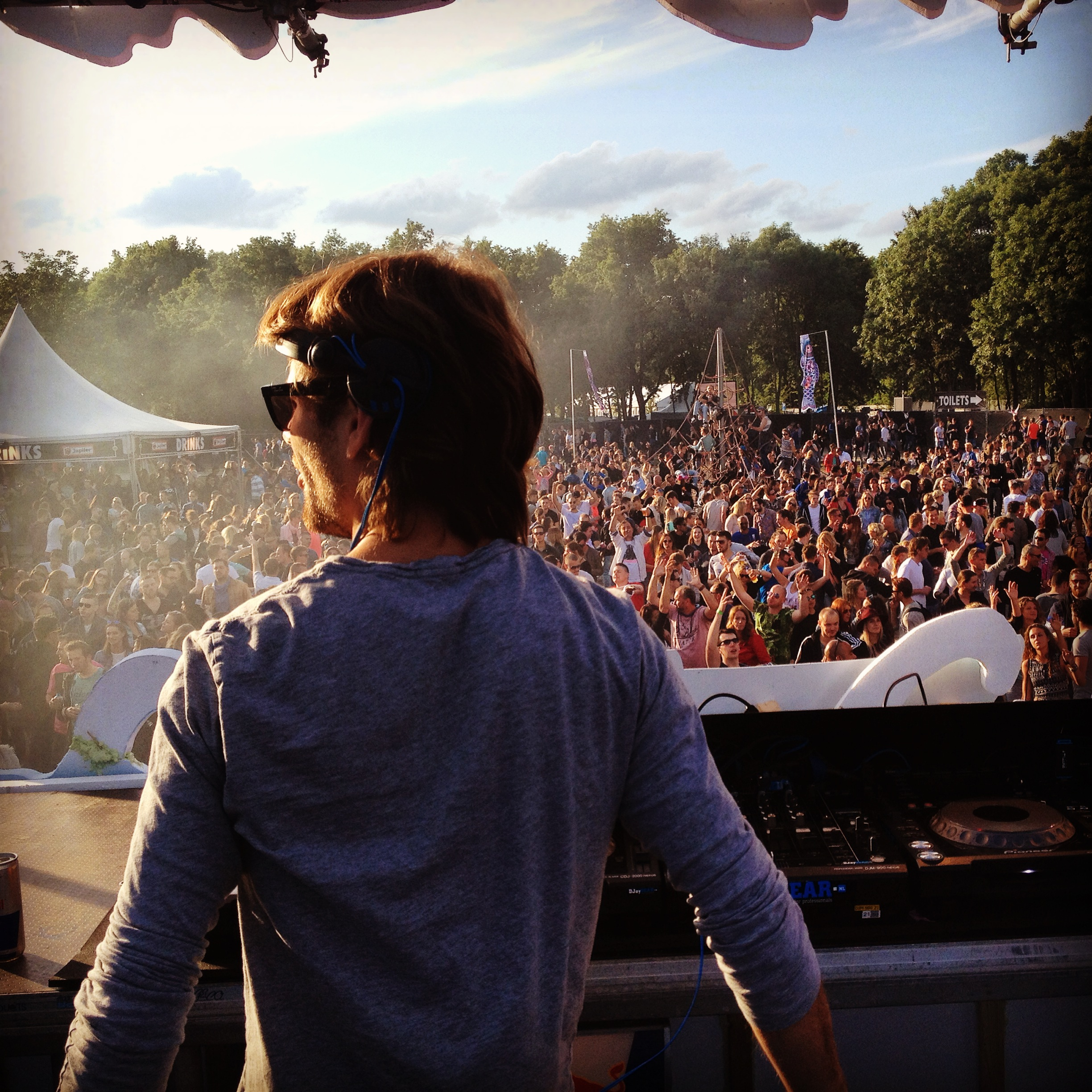

### Remixes
- 2010 : SomethingALaMode feat. K Flay - 5am (Michael Calfan Remix)
- 2010 : Lyszak - Tonight (Michael Calfan Remix)
- 2010 : Bob Sinclar & Sahara feat. Shaggy - I Wanna (Michael Calfan Remix)
- 2010 : Bob Sinclar feat. Sean Paul - Tik Tok (Michael Calfan Remix)
- 2010 : Louis Botella & DJ Joss - Change The World (Michael Calfan Remix)
- 2011 : Jidax - Get Crushed (Michael Calfan Remix)
- 2011 : Michaël Canitrot & Ron Carroll - When You Got Love (Michael Calfan Remix)
- 2011 : Bob Sinclar & Raffaella Carrà - Far l'Amore (Michael Calfan Remix)
- 2011 : David Guetta feat. Nicki Minaj - Turn Me On (Michael Calfan Remix)
- 2012 : Bob Sinclar feat. Snoop Dogg - Wild Thing (Michael Calfan Remix)
- 2012 : David Guetta feat. Sia - She Wolf (Falling to Pieces) (Michael Calfan Remix)
- 2012 : Dimitri Vegas & Like Mike & Regi - Momentum (Michael Calfan Remix)
- 2013 : Dimitri Vegas & Like Mike & Regi - Need You There (Momentum) (Michael Calfan Vocal Mix)
- 2013 : Marcus Schössow - Reverie (Michael Calfan Remix)
- 2013 : Afrojack feat. Spree Wilson - The Spark (Michael Calfan Remix)
- 2014 : Switchfoot - Who We Are (Michael Calfan Remix)
- 2015 : Oliver Heldens - Koala (Michael Calfan Remix)
- 2015 : Michael Calfan - Treasured Soul (Gregor Salto & Michael Calfan Kids Remix)
- 2015 : Major Lazer feat. Ellie Goulding & Tarrus Riley - Powerful (Michael Calfan Remix)
- 2015 : Duke Dumont - Ocean Drive (Michael Calfan Remix)
- 2016 : The Magician feat. Brayton Bowman - Shy (Michael Calfan Remix)
- 2018 : Years & Years - Sanctify (Michael Calfan's Prayer Remix)
- 2018 : Cash Cash feat. Abir - Finest Hour (Michael Calfan Remix)
- 2018 : Zak Abel - Love Song (Michael Calfan Romance Remix)
- 2018 : Becky Hill - Sunrise In The East (Michael Calfan Remix)
- 2018 : Lily Allen - Lost My Mind (Michael Calfan Respect Remix)
- 2018 : Brother Leo - Strangers On an Island (Michael Calfan Remix)
- 2018 : Charli XCX & Troye Sivan - 1999 (Michael Calfan Remix)
- 2019 : NOTD & Felix Jaehn & Captain Cuts feat. Georgia Ku - So Close (Michael Calfan Remix)
- 2019 : Calvin Harris & Rag'n'Bone Man - Giant (Michael Calfan Remix)
- 2019 : Glowie - Cruel (Michael Calfan Remix)
- 2019 : Kiiara - Open My Mouth (Michael Calfan Remix)
- 2019 : Not3s - Wanting (Michael Calfan Remix)
- 2019 : Labrinth - Miracle (Michael Calfan Remix)
- 2019 : Hayden James - Nowhere To Go (Michael Calfan Remix)
- 2019 : Kolidescopes - Foundations (Michael Calfan Remix)
- 2019 : R I T U A L & Robinson - Hard Times (Michael Calfan Remix)
- 2020 : Iamnotshane - Afterlife (Michael Calfan Remix)
- 2020 : Daniel Blume - Heartbreaker (Michael Calfan Remix)
- 2020 : Illenium & Annika Wells - Nightlight (Michael Calfan Remix)
- 2020 : Sigala & James Arthur - Lasting Lover (Michael Calfan Remix)
- 2020 : Michael Calfan & Martin Solveig - No Lie (Michael Calfan Remix)
- 2021 : Coldabank & Freedo - I Just Wanna Dance (Michael Calfan Remix)
- 2021 : Cheat Codes feat. Tinashe - Lean On Me (Michael Calfan Remix)
- 2021 : Faouzia - Hero (Michael Calfan Remix)
- 2021 : Jack Savoretti feat. Nile Rodgers - Who's Hurting Who (Michael Calfan Remix)
- 2021 : Dhali feat. Dominic Neill - Insane (Michael Calfan Remix)
- 2021 : Jason Derulo - Acapulco (Michael Calfan Remix)
- 2022 : Paul Oakenfold & Baby E - Shine On (Michael Calfan Remix)
- 2022 : Sia - Courage to Change (Michael Calfan Remix)
- 2022 : St. Lundi - Nights Like This (Michael Calfan Remix)
- 2022 : John Dahlbäck - Pyramids (Michael Calfan Remix)